# Лучано Марангон
Лучано Марангон (італ. Luciano Marangon, нар. 21 жовтня 1956, Куїнто-ді-Тревізо) — італійський футболіст, що грав на позиції захисника, зокрема за клуби «Ланероссі», «Верона» та «Інтернаціонале», а також національну збірну Італії.

## Клубна кар'єра
Народився 21 жовтня 1956 року в місті Куїнто-ді-Тревізо. Вихованець футбольної школи клубу «Ювентус». У сезоні 1974/75 був включений до заявки головної команди того ж клубу, проте в іграх чемпіонату у її складі так і не дебютував. 
1975 року перейшов до друголігового «Ланероссі», де став гравцем основного складу, допомігши команді за два роки здобути підвищення в класі до Серії А.
Відігравши за команду з Віченци загалом п'ять сезонів своєї ігрової кар'єри, 1980 року перейшов до «Наполі», а ще за рік до «Роми», після чого 1982 року став гравцем «Верони». У цій команді був одним з основних захисників протягом трьох сезонів, в останньому з яких допоміг їй здобути перший в історії клубу титул чемпіона Італії.
1985 року за 3 мільярди лір перейшов до міланського «Інтернаціонале», в якому протягом двох сезонів не зміг стати гравцем основного складу, після чого у 30-річному віці оголосив про завершення кар'єри гравця.

## Виступи за збірну
1982 року провів свою єдину офіційну гру у складі національної збірної Італії.
| Дата      | Місто   | Господарі | Результат | Гості  | Турнір           | Голи | Примітки |
| --------- | ------- | --------- | --------- | ------ | ---------------- | ---- | -------- |
| 14-4-1982 | Лейпциг | НДР       | 1 – 0     | Італія | товариський матч | -    | 61'      |
| Усього    |         | Матчів    | 1         |        | Голів            | 0    |          |

## Титули і досягнення
- Чемпіон Італії (1):

«Верона»: 1984-1985